# Costantino Preziosi
Costantino Preziosi (Avellino, 15 novembre 1905 – Roma, 14 luglio 1977) è stato un politico e avvocato italiano.
Deputato all'Assemblea Costituente, è stato deputato e senatore della Repubblica Italiana.

## Biografia
Laureato in giurisprudenza, è avvocato. Membro del Partito Democratico del Lavoro, viene eletto prima alla Consulta nazionale e poi all'deputato dell'Assemblea Costituente nel 1946 nell'ambito della coalizione Unione Democratica Nazionale.
Dopo lo scioglimento del PDL aderisce al Partito Socialista Italiano, con cui viene eletto deputato alle elezioni politiche del 1958 e poi senatore a quelle del 1963. L'anno successivo partecipa alla scissione che dà vita al Partito Socialista Italiano di Unità Proletaria, con cui viene rieletto al Senato nel 1968. Termina il mandato parlamentare nel 1972.
Muore il 14 luglio 1977 all'età di 71 anni.